# Fusigobius aureus
Fusigobius aureus es una especie de peces de la familia de los Gobiidae en el orden de los Perciformes.

## Morfología
Los machos pueden llegar a alcanzar los 3,5 cm de longitud total.

## Hábitat
Es un pez de Mar, de clima tropical y asociado a los  arrecifes de coral.

## Distribución geográfica
Se encuentran en Indonesia las Islas Salomón y el Mar del Coral.

## Observaciones
Es inofensivo para los humanos.